# Chiesa di San Nicola di Bari (San Polo dei Cavalieri)
La chiesa di San Nicola di Bari è sita a San Polo dei Cavalieri nella città metropolitana di Roma Capitale.

## Storia
Certamente la chiesa risulta costruita tra il secolo XIII ed il secolo XIV come si può evincere dalle date sulle campane.
Nel 1587 la chiesa fu ricostruita ingrandendola dal Principe Borghese.
La sagrestia fu annessa alla chiesa nel 1805.

## Aspetto

### L'esterno
L'aspetto esterno è molto semplice e senza motivi ornamentali, nonostante sia una degli edifici principali di San Polo dei Cavalieri.
L'esterno a capanna consta di tetto a spiovente con mura intonacate.
Il portale d'accesso consta d'incornicatura marmorea con timpano abbozzato al cui vertice è posta un'edicoletta sormontata da una croce. Una dedica in latino a san Nicola è scritta su questo portale come ringraziamento al santo da parte dei crociati di San Polo dei Cavalieri al ritorno dalle crociate.
Sopra ancora vi è una specie di finestra parzialmente chiusa da un muro.
Sui muri esterni non vi è stato posto nessun rinforzo in pietra è il sagrato è semplice senza gradini.

### L'interno
L'interno è ad un'unica navata.
Il soffitto, nonostante il forte spiovente del tetto, è piano con decorazioni in stile Liberty realizzate dal pittore Agrifoglio nel 1910, la maggior parte "a grottesco", al centro, invece, vi è rappresentata la "Gloria di san Nicola", quest'ultimo realizzato a trompe-l'œil a rappresentare un cielo vero coperto di santi ed angeli con al centro spiccanti san Nicola e Dio.
In fondo alla navata vi è un'abside quadrangolare.
Su ogni arco della navata vi è una finestra alternata da lesene a capitello terminante nella parte superiore tra un arco e l'altro.
L'altare è del 1787 totalmente edificato con stucco e legno dipinti. sulla parete retrostante vi è un quadro di San Nicola del XV secolo.
Di rilievo interesse artistico è il ciborio ligneo dorato, colorato, inciso ed a forma di tempio romano a cupola con lanternino sovrastante. Delle piccole colonne con capitelli in miniatura sorreggono altrettanti piccoli timpani. Il ciborio è attribuito ad una scuola romana.
Così come è di bottega romana il crocefisso ligneo policromo.

### Il campanile
Il campanile è sito alla destra dell'altare.
Il campanile si può ricondurre al riutilizzo del XIII-XIV secolo di una fortificazione del preesistente Castrum Sancti Pauli.
La torre campanaria fu distrutta da un fulmine ma ricostruita nel 1683 quando il paese fu feudo dei Cesi.
Attualmente il campanile è in travertino con 4 campane, mentre la cupola ottagonale è stata realizzata dal Guidetti.
Entrando dalla porta principale, sulla destra, si scorge un affresco raffigurante il Battesimo di Gesù di anonimo del XVI secolo.
Sempre di pittore anonimo è il successivo olio che rappresenta La Madonna in gloria con San Rocco, Santa Lucia e Santa Liberata.
Lo stemma di San Polo è stato posto come ex voto per la fine della pestilenza del 1656.
Sulla parete sinistra, invece, vi è un 2° olio sempre di anonimo cinquecentesco raffigurante san Nicola e santa Maria Maddalena.
L'acquasantiera è in marmo scarlatto.
Il 1° altare a destra è dedicato alla Madonna del Rosario come si evince dalla tela restrostante del XVI secolo.
Il 2° altare a destra è dedicato alla Madre del Buon Consiglio come si evince dal quadro retrostante del 1808. Il 6 gennaio del 1970 il quadro fu rubato, ma poi sostituito da una copia, anch'essa rubata il 2 aprile 2000 ma ritrovato il 13 agosto 2006 dai carabinieri.
Il campanile è stato restaurato più volte, nel 1828, 1901 e nel 1934.